# Bursera laxiflora
Bursera laxiflora, comúnmente conocida como torote prieto o torote papelío, es una especie arbórea de América del Norte, perteneciente a la familia Buseraceae en el orden Sapindales.

## Descripción
Florece durante los meses de agosto a diciembre, y puede hallarse en cerros o colinas gravosas. 
Su altura puede llegar hasta los 6 metros, y tiene la copa redonda. El tronco puede llegar hasta los 30 centímetros de diámetro. Esto varía según dónde se encuentre el árbol, en lugares desérticos y matorrales espinosos su tronco suele ser más pequeño. Su corteza es de color rojo oscura, caracterizada por levantarse en escamas, y tiene ramas jóvenes y delgadas de color gris rojizo, finalmente pubescentes a diferencia de la planta de la misma orden y familia Bursera filicifolia. 
Las hojas están pinnadas (o frecuentemente bipinnadas en rebrotes jóvenes vigorosos) con 5-9 folíolos, con pelos cortos en ambos lados. 
Las drupas tienen forma de huevo y algo aplastada. Cuando recibe mucha agua de lluvia, a este le crecen pequeñas y lobuladas hojas.

## Distribución
Es nativa del noroeste de México, bastante común en Sonora (incluyendo la isla Tiburón), y existen poblaciones adicionales en Sinaloa, Baja California y la Isla Socorro. También existen indicios de otras especies halladas en los Estados Unidos, pero estas son propiedad del Museo del Desierto de Arizona-Sonora, por lo que probablemente se trate de especímenes cultivados.

## Usos
Se suele usar la corteza y el tallo de este árbol con fines medicinales para tratar malestares como bronquitis, fiebre, resfriado, dolor de garganta y picaduras de Escorpión o de viuda negra.